# Фадеев, Анатолий Всеволодович
Анато́лий Все́володович Фаде́ев (9 [22] апреля 1908; Иркутск, Российская империя — 1965; Москва, СССР) — советский историк России XIX века, кавказовед и педагог.

## Биография
После окончания в 1929 году гуманитарно-экономического отделения Ленинградского педагогического института имени А. И. Герцена работал преподавателем обществоведения в сухумской средней школе. В 1929—1931 годах проходил службу в Красной армии. С 1931 года работал научным сотрудником Абхазского института языка и истории Грузинского филиала АН СССР. С 1934 года под руководством академика В. П. Волгина принимал участие в подготовке публикации документов по истории народов Кавказа. В 1935 году присуждена учёная степень кандидата исторических наук.
Во второй половине 1930-х годов переведён на должность доцента исторического факультета Одесского университета, позднее стал заведующим кафедрой истории СССР ОГУ.
В числе первых преподавателей ОГУ добровольно ушёл на фронт. Принимал участие в обороне Одессы. 
После окончания войны четыре года работал заместителем начальника кафедры военной истории Московского Военно-педагогического института советской армии, а затем два года на должности доцента кафедры истории СССР в Ростовском университете.
С 1951 до 1959 — доцент, а впоследствии профессор МГУ. С 1953 года — сотрудник Института истории АН СССР, где в апреле 1954 года защитил докторскую диссертацию «Россия и восточный кризис 20-х годов XIX в.», в 1958 году получил звание профессора.
Был автором учебников по истории СССР для высших учебных заведений и средней школы. Со времени создания журнала «История СССР» в 1957 году входил в его редакционную коллегию.
Умер 4 октября 1965 года в Москве.

## Научный вклад
Автор свыше 150 научных трудов, в том числе 18 книг, среди которых — 5 монографий. В силу общей концепции советской историографии в первые десятилетия — разоблачение колониальной политики самодержавия, основной массив исследований учёного был посвящён изучению насильственного покорения народов Кавказа. Следствием этого стало издание трудов по истории абхазского, осетинского и балкарского народов в XIX веке. В фундаментальной работе «Россия и Кавказ в первой трети XIX в.» показал значение кавказской проблемы в системе внешней политики России, отношение к этой проблеме различных слоёв российского общества и участие в её решении самых народов Кавказа. «Очерки экономического развития Степного Предкавказья в дореформенный период» впервые в исторической литературе рассмотрел экономическое освоение края в контексте борьбы феодально-крепостных и буржуазных тенденций социально-экономического развития, что имело большое значение для объяснения особенностей генезиса капитализма на южных окраинах России.
Ещё одним вектором научных интересов историка была военно-патриотическая тема. В научно-популярной книге «Отечественная война 1812 года» изложил события, раскрыл морально-политическое превосходство российской армии и отметил значение победы России в этой войне для дальнейшей истории Европы и Азии.
Книга «Подвиг Одессы» выдержала три издания — 1958, 1960, 1963. Подвигу героев, которые отстаивали плацдарм близ Новороссийска в 1943 посвятил книгу «Герои Малой Земли». Последним весомым вкладом в развитие исторической науки стало участие в работе над изданием многотомной «Истории СССР с древнейших времён до наших дней» — заведующий сектором дооктябрьского периода. Около 40 статей историка вошли в «БСЭ».

## Основные работы
- Русский царизм и крестьянская реформа в Абхазии. — Сухуми, 1932; Абхазия в первой четверти XIX в. // Труды ОГУ. Т. И. — Одесса, 1939.
- Одесский университет за 75 лет (1865—1940). — Одесса, 1940 (член коллектива авторов).
- Декабристы на Дону и на Кавказе. Исторический очерк. — Ростов-на-Дону, 1950.
- Суворов на Дону и в Приазовье. — Ростов-на-Дону, 1950.
- Героическая оборона Одессы в 1941 г. — М., 1955.
- Герои Малой Земли. — М., 1957.
- Очерки экономического развития Степного Предкавказья в дореформенный период. — М., 1957.
- Россия и восточный кризис 20-х годов XIX в. — М., 1958.
- Подвиг Одессы. — М., 1958.
- Россия и Кавказ в первой трети XIX в. — М., 1960.
- Отечественная война 1812 года. — М., 1962.
- Эхо революции 1905 года. — М., 1965.
- Россия и народы Северной Азии. Вклад русского народа в экономическое и культурное развитие Сибири. — М., 1965.
- Идейные связи и культурная жизнь народов дореформенной России. — М., 1966.

## Награды
- Ордена  Красной Звезды, "Знак Почета"
- Медали.